# 1964 v letectví

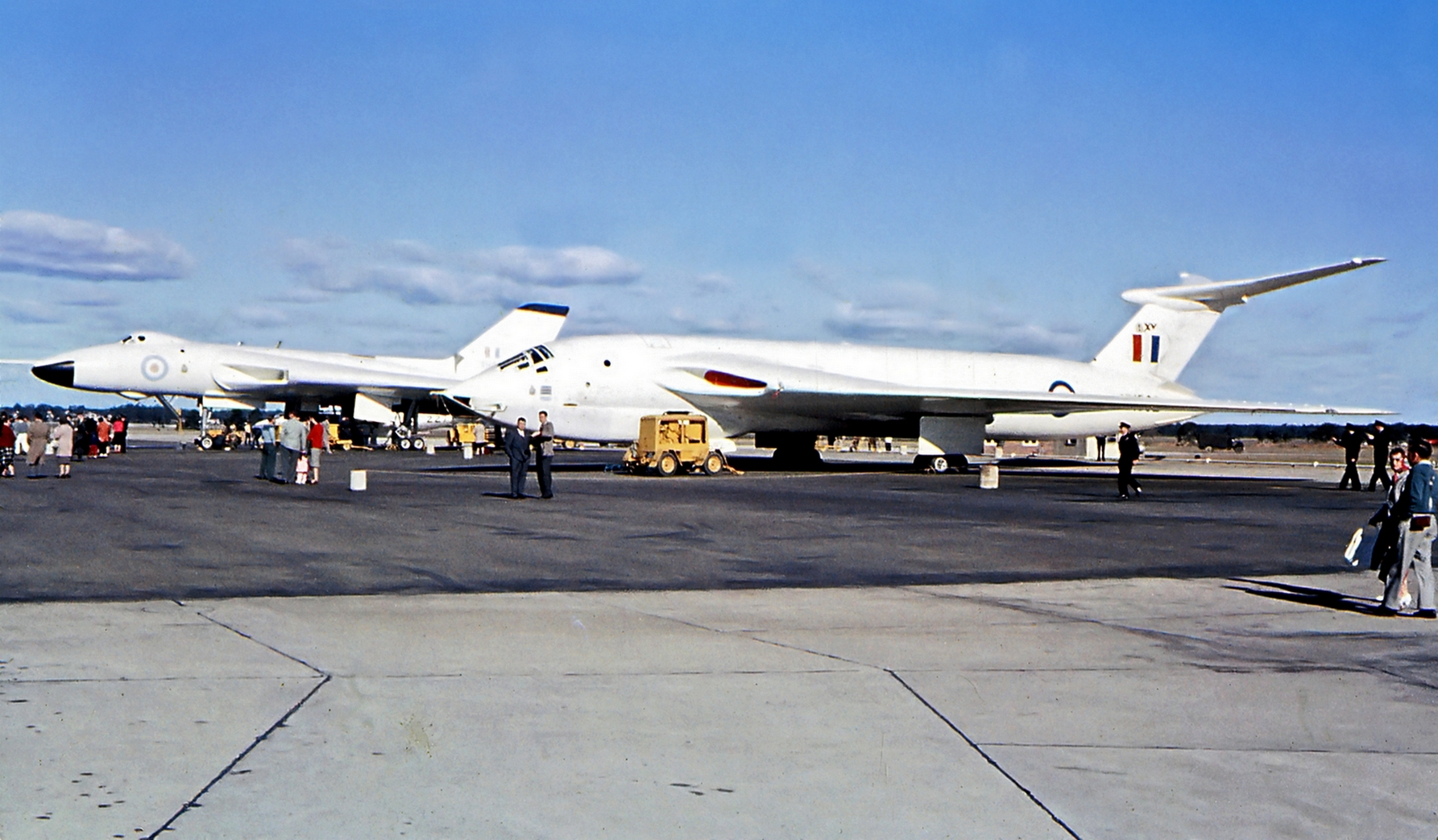
Atomové bombardéry Avro „Vulcan“ a Handley Page „Victor“

Tento článek obsahuje seznam událostí souvisejících s letectvím, které proběhly roku 1964.

## Události

### Srpen
- 2. srpna – Letouny US Navy se účastní incidentů v Tonkinském zálivu. F-8 Crusadery potápí severovietnamský torpédový člun.
- 5. srpna – Letouny US Navy útočí na severovietnamské námořní základny. Začíná přímá americká účast ve Vietnamské válce.
- 7.–9. srpna – turecké síly útočí na řecké pozice na Kypru
- 23. srpna – řecké F-4 Phantom II jsou ze vzduchu odvolány z útoku na turecké síly

### Říjen
- 16. října – Čínská lidová republika odpaluje svou první jadernou bombu

## První lety

### Leden
- 5. ledna – Shorts Belfast, XR362 (G-ASKE)

### Březen
- 7. března – Hawker Siddeley Kestrel
- 7. března – Helwan HA-300

### Duben
- 9. dubna – de Havilland Canada DHC-5 Buffalo
- 10. dubna – EWR VJ 101C, první nadzvukový letoun s charakteristikami V/STOL
- 20. dubna – Lockheed L-100 Hercules
- 21. dubna – HFB-320 Hansa Jet

### Květen
- 1. května – BAC Type 221
- 25. května – Ryan XV-5

### Červen
- 26. června – Curtiss-Wright X-19

### Červenec
- 15. července – Aviomilano F.250, I-RAIE, prototyp letounu SIAI Marchetti SF.260

### Srpen
- 29. srpna – Piaggio PD.808

### Září
- 4. září – HAL HJT-16 Kiran
- 21. září – XB-70 Valkyrie
- 27. září – BAC TSR.2
- 29. září – LTV-Hiller-Ryan XC-142

### Říjen
- Agusta A.105
- 14. října – Sikorsky YCH-53
- 19. října – Agusta A.101, MM80358 FF
- 22. října – Cessna YAT-37D

### Listopad
- 18. listopadu – C-2 Greyhound

### Prosinec
- 21. prosince – General Dynamics F-111
- 22. prosince – SR-71 Blackbird